# Brad R. Torgersen
Brad R. Torgersen (ur. 6 kwietnia 1974) – amerykański pisarz fantastyki naukowej, którego opowiadania regularnie są publikowane w antologiach i czasopismach, takich jak Analog Science Fiction and Fact oraz Orson Scott Card's InterGalactic Medicine Show. W 2012 był nominowany do trzech nagród: John W. Campbell Award oraz do Nagrody Nebula i Nagrody Hugo w kategorii najlepsza nowela. Napisał dwie powieści, w tym powieść, A Star-Wheeled Sky, która zdobyła Dragon Award za 2019.